# Mohammed El-Gorani
Mohammed El-Gorani est un citoyen tchadien né en Arabie saoudite, à Médine, en 1986. Il fait partie des mineurs détenus au Camp de Guantanamo Bay (en), qui avaient environ 15 ou 16 ans lors de leur incarcération. Il est emprisonné pendant sept ans et demi avant d'obtenir sa libération grâce aux avocats d'une ONG. Son histoire a fait l'objet d'un reportage dessiné, Guantánamo Kid, par Jérôme Tubiana et Alexandre Franc, publié en mars 2018.

## Biographie
Les parents de Mohammed El-Gorani, originaires du Tchad, migrent en Arabie Saoudite, où naît leur fils à Médine en 1986. En raison de sa nationalité, il est victime de discriminations et n'est pas autorisé à fréquenter l'école. Il se rend au Pakistan afin d'étudier l'anglais et l'informatique. C'est dans cet État qu'il est arrêté par la police pakistanaise et remis à l'armée américaine.
De là, El-Gorani est convoyé vers la base aérienne de Bagram en Afghanistan. D'après certaines sources, il est resté nu pendant plusieurs jours et victime de maltraitance raciste. Après deux mois à Bagram, il est transféré au camp de Guantánamo, où il est détenu pendant sept ans et demi, bien qu'il soit mineur. L'avocat Clive Stafford Smith (en) identifie en lui l'un des adolescents détenus dans la zone pour majeurs de la prison,. Il relate des maltraitances au cours de l'emprisonnement de son client. Avec l'aide des avocats de l'ONG Reprieve, El-Gorani obtient sa mise en liberté en 2009. Le 14 janvier 2009, le juge Richard J. Leon (en) ordonne sa libération car les éléments prouvant qu'il était un combattant ennemi reposent sur les déclarations d'autres détenus, dont la crédibilité est remise en cause par le gouvernement américain. El-Gorani est déposé au Tchad.
D'après l'enquête de The Independent, Gorani était accusé de s'associer avec Abou Qatada à Londres en 1999 ; or, à cette époque, l'enfant avait douze ans et se trouvait avec ses parents en Arabie Saoudite.

## Enquête duBoston Globe
Le 14 juillet 2006, le Boston Globe relate l'enquête menée par son personnel pour vérifier la crédibilité des « témoignages » à l'encontre des prisonniers de Guantanamo. El-Gorani fait partie des détenus contre qui ces accusations sont fragilisées. D'après le Boston Globe, des sources indiquent qu'El-Gorani a fait partie d'une cellule terroriste à Londres sous le commandant d'Abou Qatada vers 1998, alors qu'il avait seulement onze ou douze ans. Les soupçons contre El-Gorani proviennent en partie du manque d'interprètes qualifiés : dans son dialecte, zalati signifie « tomate ». Or, dans le dialecte de l'interprète, ce terme signifie « argent ». Lorsque l'interprète a demandé à El-Gorani où il se procurait de l'argent dans son pays, le prisonnier a établi une liste des maraîchers où acheter des tomates.

## Affaire des suicides le 10 juin 2006
Dans ce qui deviendra l'affaire des Guantanamo suicide attempts (en), le ministère de la Défense signale, le 10 juin 2006, trois suicides de la part des détenus. Des rumeurs affirment que les avocats des prisonniers ont prémédité ces suicides. D'après le Washington Post, les autorités portent leurs soupçons sur l'avocat Clive Stafford Smith (en). Smith signale que son client, El-Gorani, l'un des plus jeunes détenus, a été soumis à un interrogatoire serré afin d'établir un lien entre Smith et les suicides.
Le 25 avril 2008, dans Lebanon Daily Star (en), l'historien Andy Worthington (en) rapporte qu'Al-Garani se dit victime de mauvais traitements : 
- privation de sommeil ;
- brûlures à la cigarette ;
- projection d'eau glacée ;
- suspension par les bras, les pieds ne touchant pas le sol, pendant de longues durées ;
- menace par un soldat de l'émasculer avec des ciseaux.

## Guantánamo Kid
En mars 2018 paraît Guantánamo Kid : l'histoire vraie de Mohammed El-Gorani, chez Dargaud, bande dessinée de reportage dont le scénario est signé Mohammed El-Gorani et Jérôme Tubiana, et le dessin Alexandre Franc.
Après sa libération, Mohammed El-Gorani est envoyé par le gouvernement américain à N'Djaména, où en 2010 il rencontre Jérôme Tubiana, journaliste et chercheur indépendant qui a suivi les conflits au Sahel et dans la Corne de l'Afrique. Pendant deux semaines, Tubiana recueille l'histoire de l'ancien détenu. Le magazine XXI publie un article de l'auteur pendant l'été 2011. Un autre article de Tubiana paraît dans la London Review of Books. El-Gorani et Tubiana se revoient en 2017. L'élaboration de l'album a pris un an. Amnesty International a participé avec Jérôme Tubiana à l'élaboration du livre. Le scénariste travaille en collaboration avec El-Gorani pour que chaque phrase de Guantánamo Kid corresponde à une citation exacte. Le dessinateur, Alexandre Franc, compte alors une dizaine de bandes dessinées à son actif. Il emploie un « dessin en noir et blanc [...] volontairement épuré » pour rester aussi fidèle que possible à la réalité ; El-Gorani a examiné les planches pour vérifier leur exactitude.
Les annexes de l'ouvrage comportent un dossier documentaire sur la vie d'El-Gorani à Guantanamo et après sa libération.
En septembre 2018, Le Soir décerne à Alexandre Franc et Jérôme Tubiana le prix Atomium de la BD de reportage pour Guantánamo Kid.